# Коновалово (Иркутская область)
Коновалово — село в Балаганском районе Иркутской области России. Административный центр Коноваловского сельского поселения. Находится на берегу Братского водохранилища, вблизи районного центра, посёлка Балаганск, на высоте 468 метров над уровнем моря.

## Население
В 2002 году численность населения села составляла 815 человек (380 мужчин и 435 женщин). По данным переписи 2010 года, в селе проживало 756 человек (356 мужчин и 400 женщин). По данным переписи 2022 года, в селе проживало 826 человек (405 мужчин и 421 женщина)

## Инфраструктура
В селе функционирует средняя общеобразовательная школа, детский сад, дом культуры, фельдшерско-акушерский пункт, АТС, а также сельскохозяйственное предприятие (ООО «Заря»).

## Улицы
Уличная сеть села состоит из 13 улиц.